# Denis Strelkov
Denis Sergeyevich Strelkov (en russe : Денис Сергеевич Стрелков ; né le 26 octobre 1990) est un athlète russe, spécialiste de la marche.

## Biographie
En 2013, il remporte la Coupe d'Europe de marche à Dudince. Son meilleur temps est de 1 h 19 s 53 obtenu à Sotchi le 23 février 2013.

### Palmarès
| Date | Compétition                      | Lieu        | Résultat | Épreuve         | Performance     |
| ---- | -------------------------------- | ----------- | -------- | --------------- | --------------- |
| 2007 | Championnats du monde jeunesse   | Ostrava     | 8e       | 10 000 m marche | 44 min 34 s 66  |
| 2008 | Coupe du monde de marche juniors | Tcheboksary | 3e       | 10 km marche    | 40 min 17 s     |
| 2009 | Coupe d'Europe de marche juniors | Metz        | 10e      | 10 km marche    | 43 min 29 s     |
| 2009 | Championnats d'Europe juniors    | Novi Sad    | 2e       | 10 000 m marche | 40 min 24 s 97  |
| 2010 | Coupe du monde de marche         | Chihuahua   | 17e      | 20 km marche    | 1 h 25 min 30 s |
| 2011 | Coupe d'Europe de marche         | Olhão       | 12e      | 50 km marche    | 4 h 04 min 36 s |
| 2011 | Championnats d'Europe espoirs    | Novi Sad    | 3e       | 20 km marche    | 1 h 24 min 25 s |
| 2013 | Coupe d'Europe de marche         | Dudince     | 1er      | 20 km marche    | 1 h 21 min 41 s |
| 2013 | Universiade                      | Kazan       | 3e       | 20 km marche    | 1 h 21 min 32 s |
| 2013 | Championnats du monde            | Moscou      | 5e       | 20 km marche    | 1 h 22 min 06 s |
| 2014 | Championnats d'Europe            | Zurich      | 3e       | 20 km marche    | 1 h 19 min 46 s |

### Records
| Épreuve      | Performance     | Lieu   | Date         |
| ------------ | --------------- | ------ | ------------ |
| 20 km marche | 1 h 19 min 46 s | Zurich | 13 août 2014 |